# 경희궁내수
경희궁내수(慶熙宮內水)는 백운동천으로 합류하던 하천으로, 경희궁의 금천이다. 준천사실에는 경희궁내수(慶熙宮內水)로 되어 있고, 한경지략과 동국여지비고에는 누락되어 있다.

## 과거의 다리
조선 시대의 경희궁내수의 다리 목록이다.
- 금천교 : 경희궁의 금천 위를 지나는 다리다.
- 방목교(方木橋) : 흥화문 동쪽에 있던 다리로[2], 대동지지에 그 위치가 기록되어 있다.
- - : 방목교 동쪽으로 신문로1가에 나란히 있던 두 개의 다리로, 수선전도와 서울지도에 표시는 되어 있으나 이름은 적히지 않았다.[3]